# 2001 RL155
2001 RL155, também escrito como 2001 RL155, é um objeto transnetuniano (TNO) que está localizado no cinturão de Kuiper, uma região do Sistema Solar. Ele é classificado como um cubewano. O mesmo possui uma magnitude absoluta de 6,3 e tem um diâmetro com cerca de 121 km.

## Descoberta
2001 RL155 foi descoberto no dia 20 de agosto de 2001 pelo astrônomo Marc W. Buie.

## Órbita
A órbita de 2001 RL155 tem uma excentricidade de 0,123 e possui um semieixo maior de 44,195 UA. O seu periélio leva o mesmo a uma distância de 38,737 UA em relação ao Sol e seu afélio a 49,653 UA.